# 鼓ヶ岳

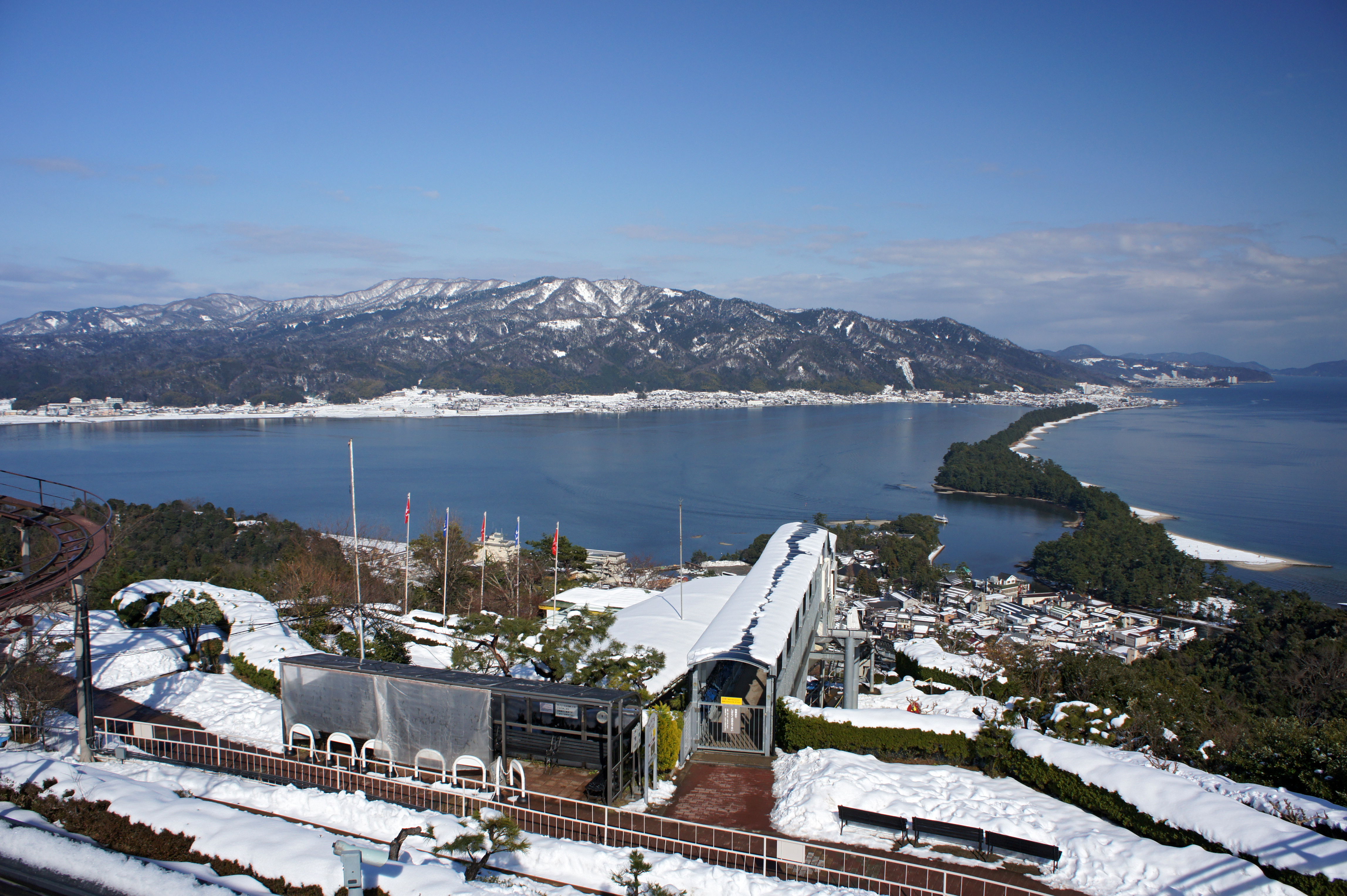
冬季の鼓ヶ岳（中央奥）と天橋立

鼓ヶ岳（つづみがたけ、つつみがだけ）は、京都府北部の丹後半島にある山。京丹後市、宮津市、与謝郡与謝野町にまたがっている。標高は569メートルで、別名として成相山（なりあいさん）とも呼ばれる。

## 地理

### 登山道
日本三景である天橋立の北方に位置する。天橋立の南方にある天橋立ビューランドからは、天橋立や阿蘇海越しに鼓ヶ岳を眺めることができる。
股のぞきで知られる傘松公園付近に登山道の起点があり、中腹には西国三十三所第28番札所である成相寺がある。杉が下方に向かって伸びている逆杉（さかすぎ）は、樹齢約600年、樹高25メートル、幹回7.3メートルであり、「京都の自然200選」に選定されている。逆杉を超えると、天橋立・阿蘇海・宮津湾などを見渡せる成相山パノラマ展望所がある。

### 山頂
山頂付近には宮津中継放送所の鉄塔が建っており、山頂付近には展望台もある。この展望台までは丹後縦貫林道を使って車で訪れることもできる。山頂には二等三角点が設置されており、ステンレス製の標識が建っている。山頂は京都府京丹後市大宮町五十河、宮津市字畑、与謝郡与謝野町字男山にまたがっている。山頂からは天橋立が見え隠れするほか、丹後半島最高峰の高山、京都府・福井県境の青葉山、南方の大江山、三岳山なども見える。